# Сен-Жері-Вер
Сен-Жері-Вер (фр. Saint Géry-Vers) — муніципалітет у Франції, у регіоні Окситанія, департамент Лот. Сен-Жері-Вер утворено 1 січня 2017 року шляхом злиття муніципалітетів Сен-Жері i Вер. Адміністративним центром муніципалітету є Сен-Жері. Населення — 909 осіб (01.01.2021).